# John Lee
John Gregory Lee (28. juni 1952 i Massachusetts) er en amerikansk elbassist.
Lee har spillet med blandt andre Dizzy Gillespie, Sonny Rollins, McCoy Tyner, Max Roach, Gil Evans og Freddie Hubbard. Han var i begyndelsen af 1970'erne bosat i Amsterdam i Holland, hvor han teamede op med Gerry Brown, som også boede der, og spillede med mange gæstende amerikanske og europæiske musikere.

## Diskografi

### Album som leder
- Infinite Jones 1974 Keytone Records
- Bamboo Madness Limetree Records
- Mango Sunrise 1975 (with drummer Gerry Brown) Blue Note[1]
- Still Can't Say Enough 1976 Blue Note
- Medusa 1977 Columbia
- Chaser 1978 Columbia
- Brothers 1980 Mood Records
- Brothers Reissue 1980 Hot Wire Records EFA12839-2

### Udvalgte albums som bassist
- Med Chris Hinze
- Virgin Sacrifice 1972 CBS
- Mission Suite 1973 MPS
- Sister Slick 1974 CBS
- Parcival 1976 Philips 6629 006

Med James Moody, Sahib Shihab, Jeremy Steig, Chris Hinze
- The Flute Summit 1973 Atlantic ATL 50 027

Med Wim Stolwijk
- Clair-Obscure 1973 CBS S65234

Med Charlie Mariano
- Cascade 1974 Limetree

Med Toots Thielemans
- Philip Catherine and Friends 1974 Limetree

Med Philip Catherine
- September Man 1975 Atlantic
- Guitars 1976 Atlantic
- Niram 1976 Warner Brothers BS 2950
- Selected Works 1974-1982 2017 Warner Music

Med Jasper Van't Hof
- Eye-Ball 1974 Keytone
- However 1977 MPS 15 513

Med Joachim Kuhn
- Cinemascope 1974 MPS/BASF
- Hip Elegy 1975 MPS/BASF
- Spring Fever 1976 Atlantic

Med Toto Blanke
- Spider's Dance 1975 Vertigo – 6360 623

Med Piano Conclave w/Gruntz, Dauner, Van't Hof, Kühn & Solal
- Palais Anthology 1975 MPS/BASF 20 227863

Med Larry Coryell & The 11th House
- Level One 1975 Arista AL 4052
- Aspects 1976 Arista AL 4077
- January 1975, The Livelove Series Vol.1' 2014 RadioBremen/Promising Music 441202 CD
- The 11th House 1985 Metronome – 829 252-2
- Live At The Jazz Workshop Hi Hat Records HHCD014
- Seven Secrets 2016 Savoy Jazz SVY16137

Med Larry Coryell
- Barefoot Man: Sanpaku 2016 Purple Pyramid CLO 0460

Med Luther Allison
- Night Life 1976 Gordy G6-974S1

Med Kalyan
- Kalyan 1977 MCA VIM-6126

Med Art Webb
- Love Eyes 1977 Atlantic SD18226

Med Bruce Fisher
- Red Hot 1977 Mercury SRM-1-1168

Med Tony Silvester & The New Ingredient
- Magic Touch 1976 Mercury SRM-1-1105

Med Mike Mandel
- Sky Music 1978 Vanguard 79409

Med The Visitors, Earl & Carl Grubbs
- Motherland 1975 Muse 5094

Med Eddie Henderson
- Runnin' To Your Love 1979 Capitol/EMI ST-11984

Med Blue Note All-Stars
- Live at the Sunset Grill 1976 Blue Note

Med Alphonse Mouzon
- Back Together Again 1977 Atlantic
- Poussez - Leave That Boy Alone 1977 Vanguard VSD 79433
- Star Edition 1979 MPS Records 0088.045

Med CBS All-Stars
- Havana Jam, vol.1 1977 Columbia
- Havana Jam, vol.2 1977 Columbia

Med Ellen McIlwaine
- Ellen McIlwaine 1978 United Artists UA-LA851

Med Danny Toan
- Big Foot 1979 Sandra SMP 2105

Med Stu Goldberg
- Fancy Glance 1979 in-akustik inak 8614

Med Bob Malach
- People Music 1980 MPS 0068.258

Med George Acogny
- First Steps In" 1980 WEA/Strings 33.851

Med Hubert Eaves
- Esoteric Funk 1977 East Wind UCCJ-9071

Med McCoy Tyner
- Dimensions 1984 Elektra/Musician

Med Dizzy Gillespie
- Live at the Jazz Plaza Festival, Havana, Cuba 1985 Yemaya YY9438
- Gillespie & Sanduval 1986 Habacan HABCD-2435
- Endlessly 1988 Impulse MCAD42153
- The Symphony Sessions 1989 Sion 181190
- A Night In Tunisia 1989 First Choice FC 4502
- Live at Blues Alley 1991 Blues Alley BAMSD 110003

Med Dizzy Gillespie's Big Band
- Live at Royal Albert Hall 1988 BBC

Med Dizzy Gillespie's United Nation Orchestra
- Live at the Royal Festival Hall 1989 ENJA - GRAMMY WINNER
- Strangers in Paradise 1990 Jazz Door 1269

Med Claudio Roditi
- Samba Manhattan Style 1995 Reservoir
- Double Standards 1997 Reservoir
- Simpatico 2010 Resonance

Med Fantasy Band
- The Fantasy Band 1993 DMP
- Sweet Dreams 1994 DMP CD-508
- The Kiss 1997 Shanachie 5028

Med Bass Talk
- Play Da Bass 1997 Hot Wire Records HOT 9032C

Med Young MC
- What's The Flavor? 1993 Capitol Records – CDEST 2198

Med Mike Longo
- Dawn of a New Day 1997 CAP 927

Med Slide Hampton
- Slide Plays Jobim 2002 Alleycat 20021
- Spirit Of The Horn (World of Trombones) 2003 MCG Jazz

Med LLL Mental (Wolfgang Lackerschmid, Chuck Loeb, Marilyn Mazur)
- Mental 1997 HotWire 9029

Med Dizzy Gillespie Alumni All-Stars
- Dizzy's 85th Birthday Celebration Shanachie 5040
- Dizzy's World Shanachie 5060

Med Dizzy Gillespie All-Star Big Band
- Things to Come MCG Jazz MCGJ1009
- Dizzy's Business MCG Jazz MCGJ1023
- I'm Beboppin' Too 2009 Halfnote HN4540

Med Nancy Wilson
- A Nancy Wilson Christmas MCG Jazz MCGJ1008

Med Roy Hargrove and the RH Factor
- Hard Groove 2003 Verve

Med Karl Latham
- Dancing Spirits Edition Musikat EDM0032

Med Wolfgang Lackerschmid
- Gently But Deep

Med Michael Urbaniak & Wolfgang Lackerschmid
- Polish Wind Minor Music Records GMBH 801121

Med Stephanie Slesinger
- Angel Eyes 2004 Enja ENJ-94702

Med Johannes Mössinger
- New York Trio Serenade 2003 Waterpipe Records 977 464

Med Yotam Silberstein
- Brasil Jazz Legacy Productions JLP 1101016

### Albums som producer
- The New Love Carlos Garnett 1977 Muse 5133
- Fire Carlos Garnett 32 Jazz 32043
- Red Hot Bruce Fisher 1977 Mercury Records SRM-1-1168
- Love Eyes Art Webb 1977 Atlantic Records SD 18226
- Zbigniew Seifert 1977 Capitol Records
- Medusa 1978 Columbia Records
- Chaser John Lee & Gerry Brown 1979 Columbia Records
- Brothers (Eff Albers, Gerry Brown, John Lee, Darryl Thompson) 1980 Hot Wire EFA12839-2
- Bigfoot Danny Toan 1979 Sandra SMP 2105
- Private Concert Larry Coryell 1993 Acoustic Music Records
- Sweet Dreams Fantasy Band 1994 DMP CD-508
- The Kiss Fantasy Band 1997 Shanachie 5028
- LLL Mental (Wolfgang Lackerschmid, Chuck Loeb, Marilyn Mazur) Mental 1997 HotWire 9029
- Endless is Love Jon Lucien 1996 Shanachie 5031
- Tongo Hip Pocket 1997 TRC 9702
- Lavender Light Lavender Light 1994
- Lavender Light Light In The House 1996
- Once Upon A Time Shirley Marshall 1996 SAMA SO1-918
- Laura Heumer
- Judy Gajary
- Dizzy's 85th Birthday Celebration Dizzy Gillespie Alumni All-Stars 1997 Shanachie 5040
- Slide Plays Jobim Slide Hampton 2002 Alleycat 20021
- Live Saundra Santiago
- Soul Searchin' Winston Byrd 2004 D.Y.P. Limited
- Gordon James After Hours 2004 Caress Music
- Dizzy's World Dizzy Gillespie Alumni All-Stars 1999 Shanachie
- Things to Come Dizzy Gillespie Alumni All-Star Big Band MCG Jazz
- Dizzy's Business Dizzy Gillespie All-Star Big Band MCG Jazz
- I'm Beboppin' Too Dizzy Gillespie All-Star Big Band HalfNote HN4540
- Relentless Sharel Cassity Jazz Legacy Productions JLP0901001
- Spirit Cyrus Chestnut Jazz Legacy Productions JLP0901002
- Eloquence Steve Davis Jazz Legacy Productions JLP0901003
- Endurance Heath Brothers Jazz Legacy Productions JLP0901004
- Incorrigable One for All Jazz Legacy Productions JLP1001005
- Grace Michael Dease Jazz Legacy Productions JLP 1001007
- Resonance Yotam Silberstein Jazz Legacy Productions JLP 1001008
- 'Warriors The Cookers Jazz Legacy Productions JLP1001009
- Musicá Helio Alves Jazz Legacy Productions JLP1001010
- Journeys Cyrus Chestnut Trio Jazz Legacy Productions JLP1001011
- 'Uplift Monty Alexander Jazz Legacy Productions JLP1001012
- Source Benny Green Jazz Legacy Productions JLP1001014
- Resiliance Tim Mayer Jazz Legacy Productions JLP1101015
- Brasil Yotam Silberstein Jazz Legacy Productions JLP1101016
- Respect vol.1 Roy Assaf Jazz Legacy Productions JLP11017
- Coexist Winard Harper Jazz Legacy Productions JLP1201018
- Blackside Mark Gross Jazz Legacy Productions JLP1201019
- Uplift 2 Monty Alexander Jazz Legacy Productions JLP1201020
- Togetherness Jimmy Heath Big Band Jazz Legacy Productions JLP1201022
- The Shadow Of Your Smile Roberta Gambarini 2013 Boundee Japan FNCJ-5553
- Blessings Antonio Hart Jazz Legacy Productions JLP1501023
- Angels Andy Scott Jazz Legacy Productions JLP1501021
- Melding Hank Jones & Steve Davis Jazz Legacy Productions JLP
- Helio Alves featuring Airto Jazz Legacy Productions JLP
- Coexisting Spirits Roberta Gambarini & Jimmy Heath Groovin' High Records
- Subtle Thrills Randa Ghossoub Luna Records
- Seven Secrets Larry Coryell's 11th House 2016 Savoy Jazz SVY16137
- Evolve Sharel Cassity Relsha Music 001
- Dedications Roberta Gambarini 2019 55 Records FNCJ-5566
- Jazz Batá 2 Chucho Valdez 2019 Mack Avenue (2019 Latin Grammy Winner - Best Latin Jazz Album)
- Light Blue Julien Hucq 2019 Early Bird Records
- Trombocalist  Ron Wilkins 2020